# مؤتمر غوادلوب

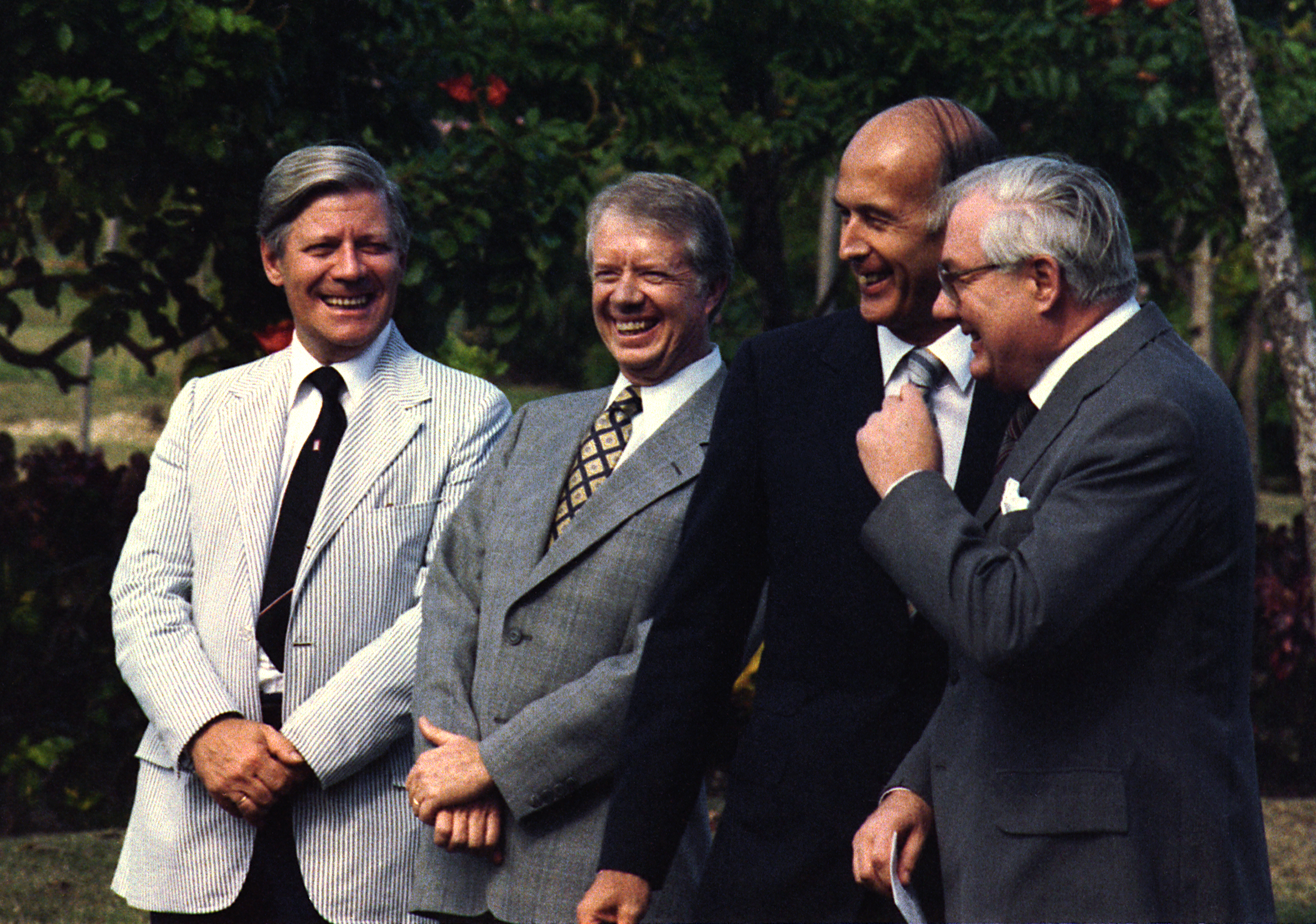
هيلموت شميدت، وجيمي كارتر، وفاليري جيسكار ديستان، وجيمس كالاهان في جزيرة غوادلوب.

مؤتمر غوادلوب هو مؤتمر عقدته أربع قوى غربية وهي الولايات المتحدة والمملكة المتحدة وفرنسا وألمانيا الغربية، في جزيرة غوادلوب من 4 إلى 7 يناير 1979. وركزت المناقشات على مختلف القضايا العالمية وخاصة الشرق الأوسط والأزمة السياسية الإيرانية.

## الاجتماع
قبل شهر من الثورة الإسلامية الإيرانية، عقدت أربع قوى غربية مؤتمر غوادلوب وهي الولايات المتحدة والمملكة المتحدة وفرنسا وألمانيا الغربية في فترة بين 4 إلى 7 يناير 1979. وقد استضاف الاجتماع الرئيس الفرنسي، فاليري جيسكار ديستان، في جزيرة غوادلوب الفرنسية. وحضر الاجتماع الرئيس الأمريكي جيمي كارتر ومستشار ألمانيا الغربية هيلموت شميدت ورئيس الوزراء البريطاني جيمس كالاهان.

## المناقشات
ركزت مناقشات الاجتماع على مختلف القضايا العالمية منها: الوضع في كمبوديا، والعنف في جنوب إفريقيا، والنفوذ المتزايد للاتحاد السوفيتي في الخليج العربي، والانقلاب في أفغانستان، والوضع في تركيا. وكانت إحدى القضايا الرئيسية التي نوقشت في الاجتماع هي الأزمة السياسية في إيران التي أدت إلى ثورة ضد حكم سلالة بهلوي. وخلص القادة المجتمعون إلى أنه لا توجد طريقة لحفظ منصب محمد رضا بهلوي بصفته شاه إيران، وان إبقائه في هذا المنصب، سيؤدي إلى تفاقم الحرب الأهلية وربما يؤدي ذلك إلى التدخل السوفيتي. 

## التأثير

### الأزمة الإيرانية
اقترح الرؤساء في مؤتمر غوادلوب أن يغادر الشاه إيران في أقرب وقت ممكن. وبعد الاجتماع، ازدادت الاحتجاجات المحلية والمعارضة ضد سلالة بهلوي. وفي 16 يناير 1979 انهار نظام البهلوي وغادر الشاه إيران إلى المنفى.

### سقوط حكومة كالاهان
أدت القمة بشكل غير مباشر، إلى خسارة كالاهان في الانتخابات البريطانية امام مارغريت ثاتشر بعد أربعة أشهر تقريبًا. حیث قبل أيام من حضوره القمة في جزيرة غوادلوب، نُشرت له صور في الجزيرة وهو يرتدي سروال السباحة ويسبح على الشاطئ. وخلال الأسبوع نفسه، كانت بريطانيا تواجه الآثار الاقتصادية الناجمة عن عاصفة شتوية شديدة وإضراب سائقي الشاحنات.